# Urodon (djur)
Urodon är ett släkte av skalbaggar. Urodon ingår i familjen plattnosbaggar.

## Dottertaxa tillUrodon, i alfabetisk ordning[1]
- Urodon albescens
- Urodon albidus
- Urodon albosuturatus
- Urodon aliensis
- Urodon allardi
- Urodon anatolicus
- Urodon angularis
- Urodon argentatus
- Urodon arisi
- Urodon armatus
- Urodon bandie
- Urodon baudii
- Urodon canus
- Urodon capensis
- Urodon carpetanus
- Urodon ciliatus
- Urodon concolor
- Urodon conformis
- Urodon cretaceus
- Urodon demaisoni
- Urodon densatus
- Urodon discoidales
- Urodon exiguus
- Urodon farsetiae
- Urodon ferrantei
- Urodon flavescens
- Urodon fulvipes
- Urodon gladioli
- Urodon granulatus
- Urodon korbi
- Urodon kraepelini
- Urodon lilii
- Urodon lineipennis
- Urodon longus
- Urodon luteae
- Urodon maculatus
- Urodon maurus
- Urodon meridionalis
- Urodon musculus
- Urodon nigripes
- Urodon nigritarsis
- Urodon nigrofemoratus
- Urodon parallelus
- Urodon parvulus
- Urodon pelliceus
- Urodon pusillus
- Urodon pygmaeus
- Urodon randoniae
- Urodon rotundicollis
- Urodon rufipes
- Urodon rufobrunneus
- Urodon saltatorius
- Urodon scaber
- Urodon schourwiae
- Urodon schusteri
- Urodon semisuturalis
- Urodon sericatus
- Urodon sericeus
- Urodon sinaiticus
- Urodon spinicollis
- Urodon suturalis
- Urodon tantillus
- Urodon testaceipes
- Urodon testaceomarginalis
- Urodon tibialis
- Urodon tigrinus
- Urodon vermiculatus
- Urodon vestitus
- Urodon villosus